# 徳島県道402号阿南徳島自転車道線
徳島県道402号阿南徳島自転車道線（とくしまけんどう402ごう あなんとくしまじてんしゃどうせん）は、徳島県阿南市から徳島市までを走る自転車向け県道である。小松島市和田島町の大部分は整備されていない。通称「阿南徳島サイクリングロード」と呼ばれる。

## 概要
- 2013年（平成25年）1月17日 - 小松島市和田島町字西林から同市同町字遠見の大手海岸前までの拡幅工事の事業が完了し、全線開通する。[1]

### 路線データ

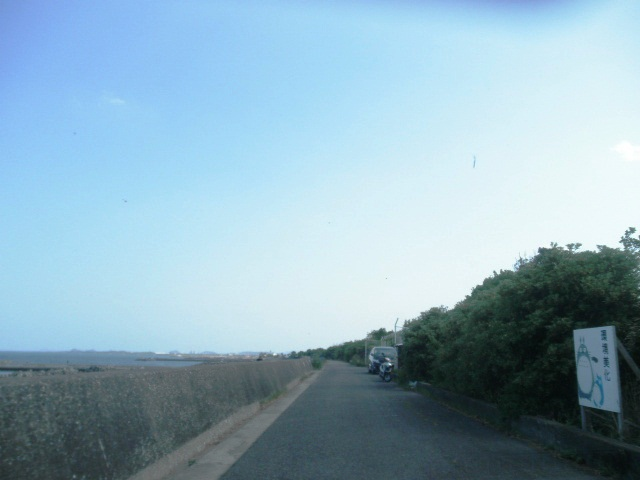
阿南市那賀川町江野島

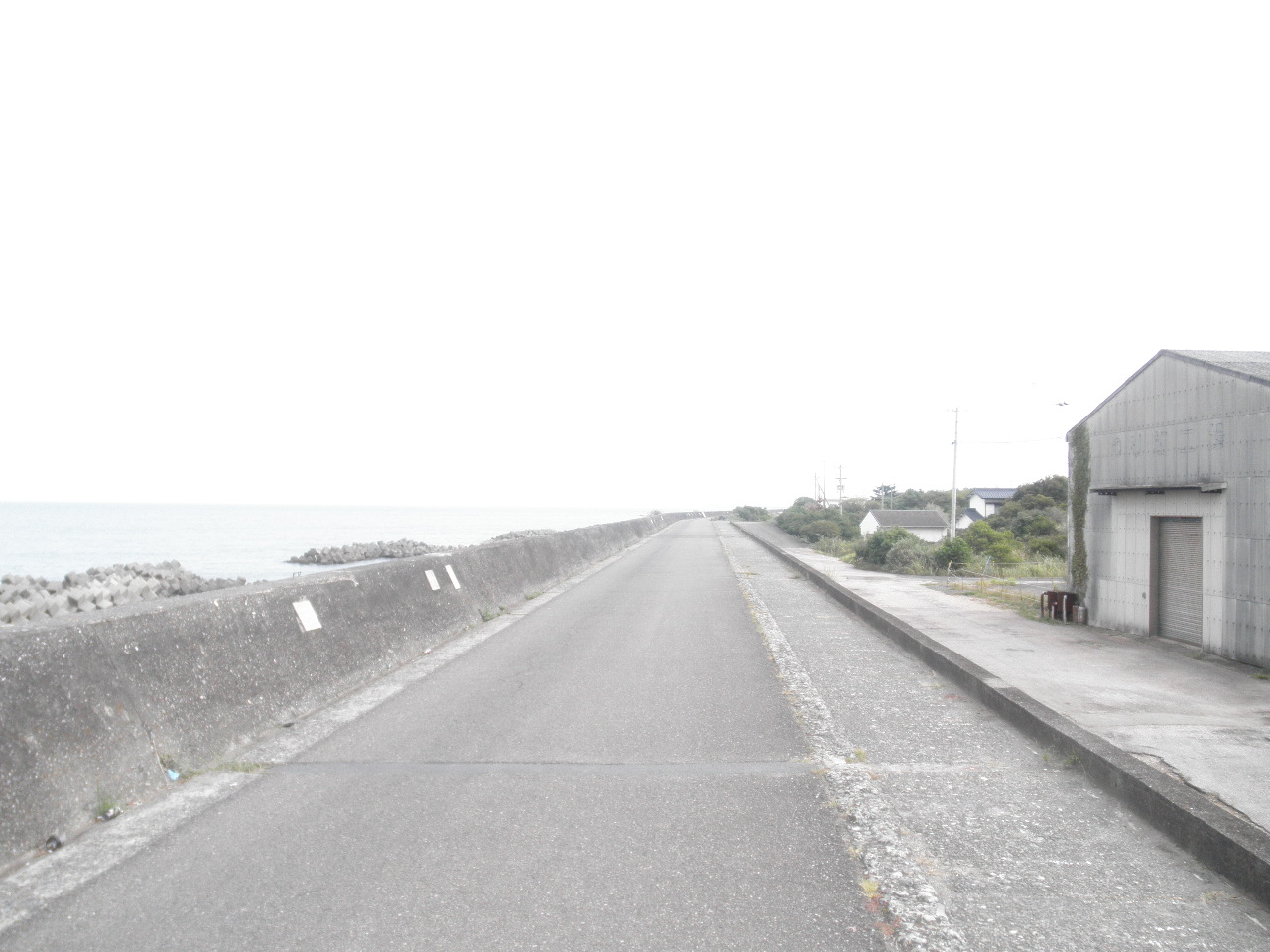
小松島市和田島町浜田

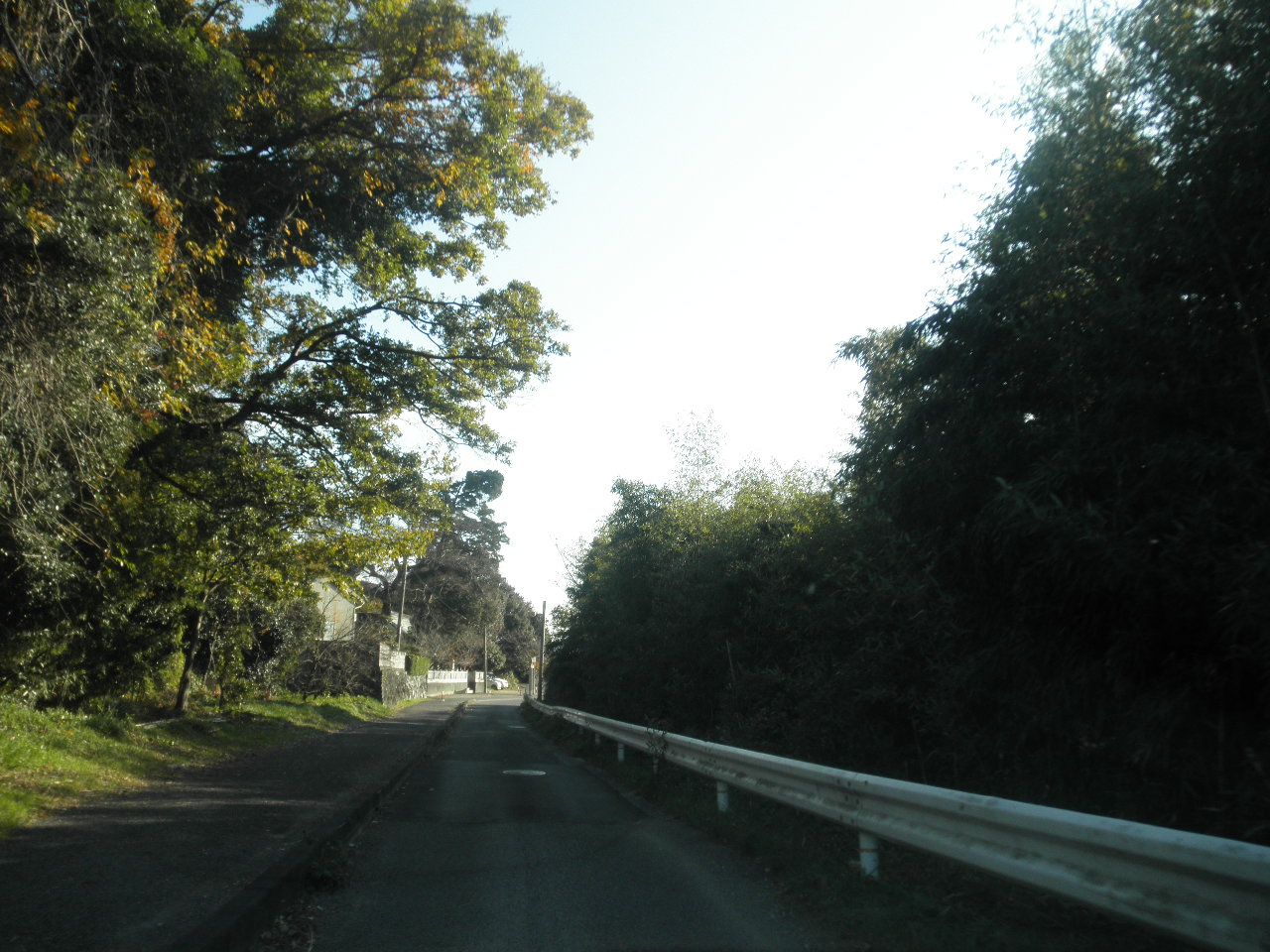
徳島市大原町野神

- 総延長:18,366m
- 実延長:5,662m
- 重用区間:7,793m
- 未整備区間:4,911m

（平成22年徳島県道路現況調書）
- 始点：阿南市
- 終点：徳島市

### 道路事業

#### 小松島市和田島町における道路拡幅事業
- 小松島市和田島町字西林の海上自衛隊小松島航空基地から同市同町字遠見の大手海岸前までの約1.1km区間で全線1車線であった道を円滑な交通を目的として「小松島市道和田島47号線」として全線2車線に拡幅工事する事業を行い、部分開通を経て、最終的に未開通である109.2mの区間（地図）を2012年7月9日午後9時からに全線通行止めにして、2013年1月17日に事業が完了して全線で開通した。[1] [2] [3]

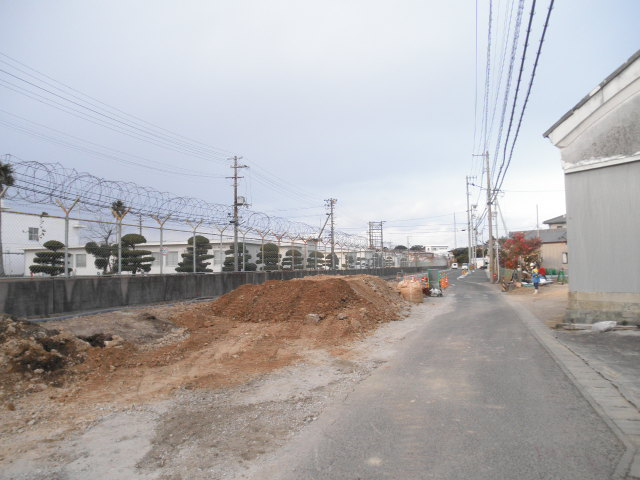
拡幅工事中の区間 2011年1月15日に小松島市和田島町字西林で撮影
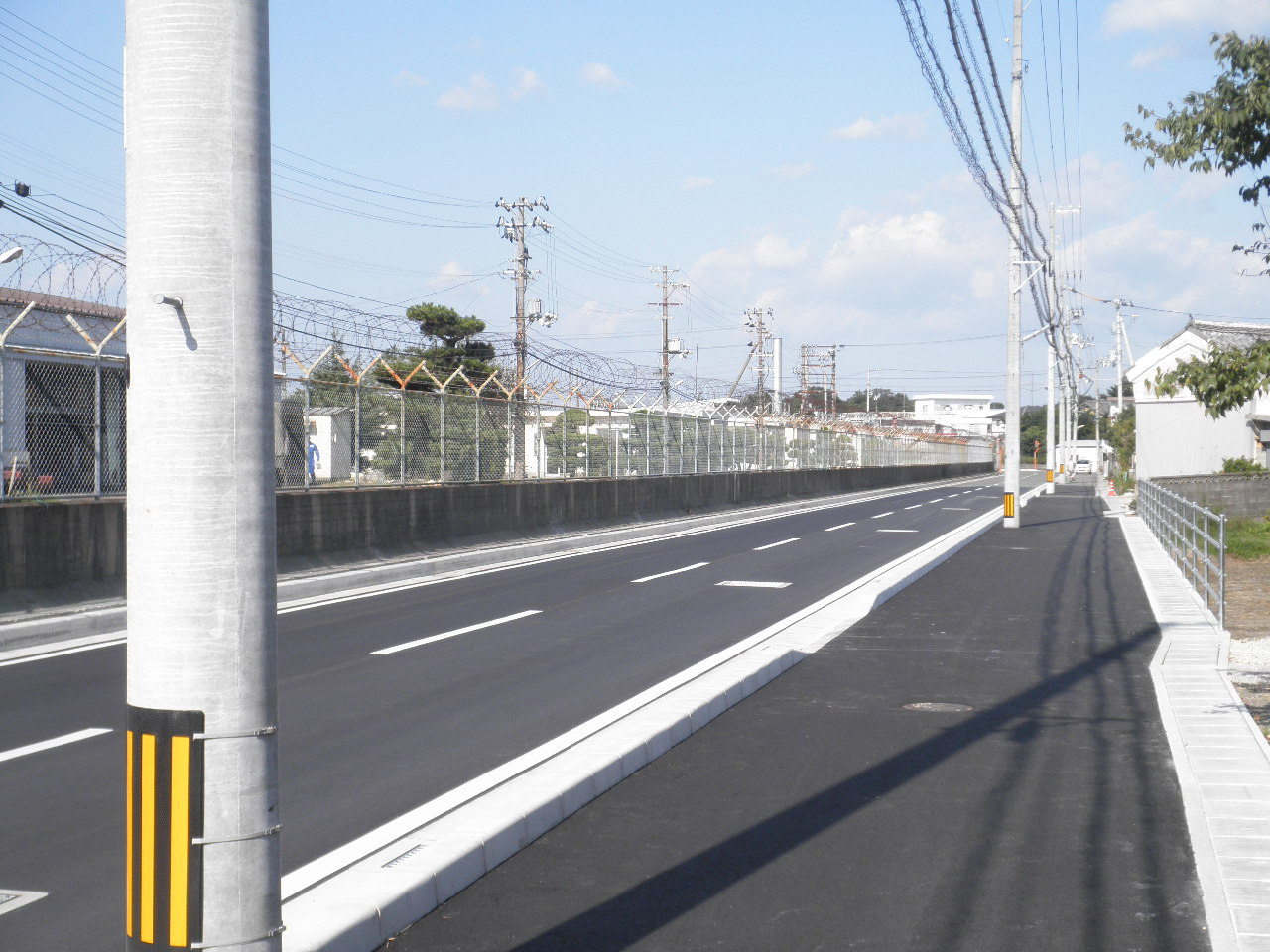
部分開通した区間 2011年11月15日に小松島市和田島町字西林で撮影
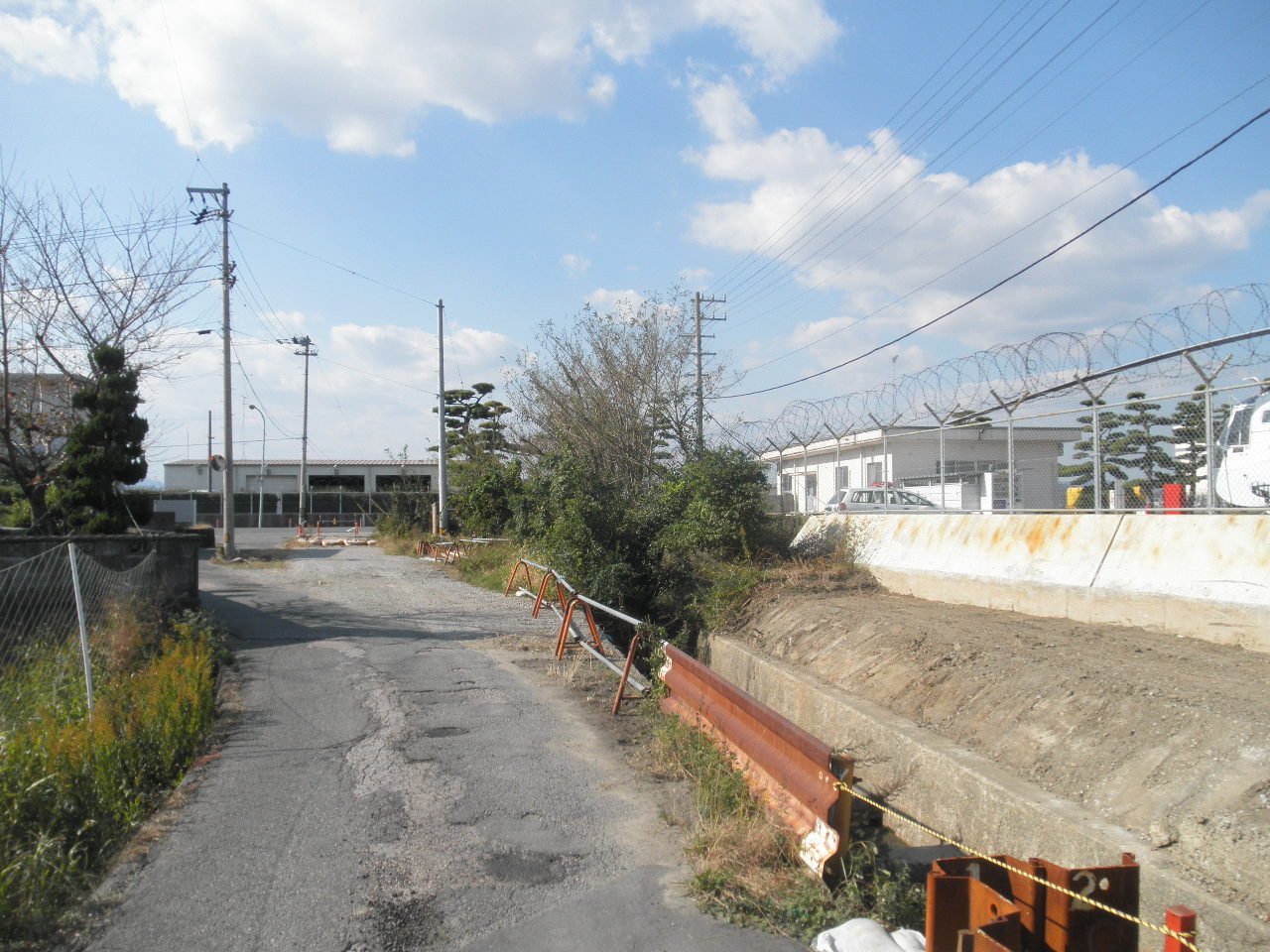
拡幅工事前の区間 2011年11月15日に小松島市和田島町字西林で撮影

## 地理

### 通過する自治体
- 徳島県
  - 阿南市 - 小松島市 - 徳島市

### 接続路線
- 徳島県道130号大林津乃峰線
- 徳島県道174号見能林停車場線
- 徳島県道193号中林港線
- 国道55号阿南道路
- 徳島県道285号戎山中林富岡港線
- 徳島県道23号富岡港線
- 徳島県道279号中島港線
- 徳島県道218号和田島赤石線
- 徳島県道273号大京原今津浦和田津線
- 徳島県道120号徳島小松島線
- 徳島県道28号阿南小松島線
- 徳島県道217号田野勢合線
- 国道195号
- 徳島県道16号徳島上那賀線

### 周辺
- JR牟岐線 見能林駅
- 北の脇海水浴場
- 淡島海水浴場
- 桑野川
- 那賀川
- 大手海岸
- 海上自衛隊小松島航空基地
- JR牟岐線 阿波赤石駅
- 小松島ステーションパーク（付近の小松島線跡が遊歩道となっているが、それは当路線ではない。）
- 勝浦川